# تخم‌مرغ (فیلم)
تخم مرغ (به ترکی استانبولی: Yumurta)
یک فیلم ساخت ترکیه در سبک درام به کارگردانی سمیح کاپلان‌اوغلو است که در سال ۲۰۰۷ منتشر شد. از بازیگران آن می‌توان به نجات ایشلر و سعادت آکسوی اشاره کرد.

## داستان فیلم
یوسف شاعری است که پس از مرگ مادر خود پس از سال‌ها به زادگاه خود باز می‌گردد. او با خانه‌ای رو به زوال و متروک مواجه می‌شود دختری جوان بنام آیلا منتظر او است‌ او از یوسف خواسته‌ای دارد...

## بازیگران
- نجات ایشلر در نقش یوسف
- سعادت آکسوی در نقش آیلا
- افق بایراکتار در نقش هالوک
- تولین اوزن در نقش مشتری کتاب‌فروشی
- گلچین سان‌تیرجی‌اوغلو در نقش گل
- کان کاراباجاک در نقش پسر کشاورز
- سمرا کاپلان‌اوغلو در نقش زهرا